# Temporada da Basketligan de 2019-20
A Temporada da BasketLigan de 2018–19 é a 27.ª edição da principal competição de clubes profissionais na Suécia, sendo que o Södertälje Kings defende seu título.

## Equipes participantes
| Equipe              | Cidade      | Arena                | Capacidade |
| ------------------- | ----------- | -------------------- | ---------- |
| BC Luleå            | Lula        | ARCUS Arena          | 1.700      |
| Borås Basket        | Borås       | Boråshallen          | 3.000      |
| Djurgården Basket   | Estocolmo   | Brännkyrkahallen     | 500        |
| Jämtland Basket     | Östersund   | Östersunds sporthall | 1,250      |
| Köping Stars        | Köping      | Karlsbergshallen     |            |
| Norrköping Dolphins | Norrköping  | Stadium Arena        | 4.500      |
| Nässjö Basket       | Nässjö      |                      |            |
| Södertälje Kings    | Södertälje  | AXA Sports Center    | 6 000      |
| Umeå BSKT           | Uma         | Umeå Energi Arena    | 1,270      |
| Wetterbygden Stars  | Ionecopinga |                      |            |

## Tabela

### Rodadas 1 a 18
| Casa\Visitante      | LUL    | BOR    | DIF    | JAM     | KOP   | NOR   | NAS     | SOD   | UME    | WET     |
| ------------------- | ------ | ------ | ------ | ------- | ----- | ----- | ------- | ----- | ------ | ------- |
| BC Luleå            |        | 68-85  | 111-75 | 98-95   | 72-76 | 95-87 | 85-72   | 75-82 | 87-63  | 112-86  |
| Borås Basket        | 98-88  |        | 108-80 | 94-79   | 90-91 | 82-76 | 76-72   | 78-66 | 89-76  | 88-84   |
| Djurgården Basket   | 84-92  |        |        | 108-102 | 64-74 | 86-80 | 70-90   | 79-89 | 77-85  | 94-109  |
| Jämtland Basket     | 94-98  | 81-99  | 107-87 |         | 96-87 | 90-78 | 81-82   | 98-85 | 89-86  | 111-67  |
| Köping Stars        | 65-76  | 92-76  | 92-78  | 89-70   |       | 84-79 | 102-77  | 68-76 | 85-81  | 82-96   |
| Norrköping Dolphins | 85-91  | 80-93  | 94-86  | 94-80   | 79-86 |       | 113-109 | 62-71 | 92-68  | 94-67   |
| Nässjö Basket       | 77-83  | 81-89  | 78-105 | 77-95   | 80-86 | 72-75 |         | 90-79 | 100-80 | 104-109 |
| Södertälje Kings    | 80-84  |        | 81-77  | 92-86   | 96-87 | 87-88 | 94-68   |       | 84-83  | 91-76   |
| Umeå BSKT           | 65-101 | 68-102 | 95-85  | 86-92   | 82-84 | 86-94 | 84-83   | 70-87 |        | 93-107  |
| Wetterbygden Stars  | 71-97  | 93-109 | 107-86 | 106-87  | 99-98 | 83-73 | 93-83   | 88-87 | 91-71  |         |

### Rodadas 19 a 36
| Casa\Visitante      | LUL    | BOR    | DIF    | JAM    | KOP    | NOR   | NAS   | SOD   | UME    | WET     |
| ------------------- | ------ | ------ | ------ | ------ | ------ | ----- | ----- | ----- | ------ | ------- |
| BC Luleå            |        |        | 97-83  | 89-86  |        | 92-63 | 86-60 | 87-78 | 83-60  |         |
| Borås Basket        | 84-72  |        |        | 116-92 | 88-77  |       |       | 81-62 | 92-81  | 103-102 |
| Djurgården Basket   | 73-110 | 92-95  |        | 78-94  | 86-87  | 63-91 | 83-94 | 96-97 | 97-92  | 77-105  |
| Jämtland Basket     | 91-71  | 75-103 | 101-81 |        | 90-101 | 90-93 | 87-76 |       |        | 121-112 |
| Köping Stars        | 72-56  | 75-67  | 105-79 |        |        |       | 84-86 | 74-71 | 92-75  |         |
| Norrköping Dolphins |        | 73-83  |        | 67-89  | 76-81  |       | 89-56 |       | 78-62  | 103-85  |
| Nässjö Basket       | 75-98  |        | 90-104 | 68-63  |        | 98-84 |       | 63-61 | 100-86 |         |
| Södertälje Kings    |        |        | 91-62  | 71-65  |        | 85-66 |       |       | 93-66  | 91-87   |
| Umeå BSKT           |        |        |        | 101-82 | 67-84  |       |       | 82-89 |        | 94-105  |
| Wetterbygden Stars  | 93-103 | 92-100 |        |        | 90-84  | 97-93 | 83-81 | 86-84 |        |         |

## Playoffs
|  | Quartas de final | Quartas de final | Quartas de final |  |  | Semifinais | Semifinais | Semifinais |  |  | Final | Final | Final |
|  |                  |                  |                  |  |  |            |            |            |  |  |       |       |       |
|  |                  |                  |                  |  |  |            |            |            |  |  |       |       |       |
|  | 1                |                  |                  |  |  |            |            |            |  |  |       |       |       |
|  | 8                |                  |                  |  |  |            |            |            |  |  |       |       |       |
|  |                  |                  |                  |  |  |            |            |            |  |  |       |       |       |
|  |                  |                  |                  |  |  |            |            |            |  |  |       |       |       |
|  |                  |                  |                  |  |  |            |            |            |  |  |       |       |       |
|  | 4                |                  |                  |  |  |            |            |            |  |  |       |       |       |
|  |                  |                  |                  |  |  |            |            |            |  |  |       |       |       |
|  | 5                |                  |                  |  |  |            |            |            |  |  |       |       |       |
|  |                  |                  |                  |  |  |            |            |            |  |  |       |       |       |
|  |                  |                  |                  |  |  |            |            |            |  |  |       |       |       |
|  | 2                |                  |                  |  |  |            |            |            |  |  |       |       |       |
|  | 7                |                  |                  |  |  |            |            |            |  |  |       |       |       |
|  |                  |                  |                  |  |  |            |            |            |  |  |       |       |       |
|  |                  |                  |                  |  |  |            |            |            |  |  |       |       |       |
|  |                  |                  |                  |  |  |            |            |            |  |  |       |       |       |
|  | 3                |                  |                  |  |  |            |            |            |  |  |       |       |       |
|  |                  |                  |                  |  |  |            |            |            |  |  |       |       |       |
|  | 6                |                  |                  |  |  |            |            |            |  |  |       |       |       |

#### Quartas de final
| Time 1 | Série | Time 2 | 1º Jogo | 2º Jogo | 3º Jogo | 4º Jogo | 5º Jogo |
| ------ | ----- | ------ | ------- | ------- | ------- | ------- | ------- |
|        | -     |        |         |         |         |         |         |
|        | -     |        |         |         |         |         |         |
|        | -     |        |         |         |         |         |         |
|        | -     |        |         |         |         |         |         |

#### Semifinal
| Time 1 | Série | Time 2 | 1º Jogo | 2º Jogo | 3º Jogo | 4º Jogo | 5º Jogo | 6º Jogo | 7º Jogo |
| ------ | ----- | ------ | ------- | ------- | ------- | ------- | ------- | ------- | ------- |
|        | -     |        |         |         |         |         |         |         |         |
|        | -     |        |         |         |         |         |         |         |         |

#### Final
| Time 1 | Soma | Time 2 | 1º Jogo | 2º Jogo | 3º Jogo | 4º Jogo | 5º Jogo | 6º Jogo | 7º Jogo |
| ------ | ---- | ------ | ------- | ------- | ------- | ------- | ------- | ------- | ------- |
|        | -    |        |         |         |         |         |         |         |         |

## Premiação
| Basketligan 2019-20 |
| Suécia              |
| ------------------- |
| (?° título)         |